# Arlie Schardt
Arlie Schardt (Estados Unidos, 24 de abril de 1895-2 de marzo de 1980) fue un atleta estadounidense, especialista en la prueba de 3000 m por equipo en la que llegó a ser campeón olímpico en 1920.

## Carrera deportiva
En los JJ. OO. de Amberes 1920 ganó la medalla de oro en los 3000 m por equipo, consiguiendo un total de 10 puntos, por delante de Reino Unido (plata) y Suecia (bronce), siendo sus compañeros de equipo: Horace Brown y Ivan Dresser.